# 프로세르피나의 강간
프로세르피나의 강간(이탈리아어: Ratto di Proserpina)은 더 정확하게는 프로세르피나의 납치로 번역하며, 이탈리아의 예술가 잔 로렌초 베르니니의 대형 바로크 대리석 그룹 조각이다. 1621년에서 1622년 사이 초기 단계로 베르니니가 겨우 23세였을 때 완성했었다. 이 그룹은 프로세르피나의 납치를 묘사하고 있으며, 프로세르피나는 플루토 신에게 붙잡혀 지하 세계로 끌려간다. 프로세르피나를 높이 든 플루토와 프로세르피나를 운반하는 지하 세계 경계를 상징하는 케르베로스가 특징이다.
시피오네 보르게세 추기경은 조각품을 의뢰하여 새로 임명된 추기경인 루도비코 루도비시에게 호의를 얻기 위한 수단으로 조각품을 준 것으로 추정한다. 프로세르피나의 신화를 묘사하기 위한 선택은 그 즈음 교황 바오로 5세 사망과 루도비코의 권한 부여와 관련될 수 있다. 베르니니는 조각을 위해 잠볼로냐와 안니발레 카라치로부터 큰 영감을 얻었으며, 이 조각은 준비 재료가 남은 유일한 작품이기도 하다. 프로세르피나의 강간은 희귀한 카라라 대리석으로 만들었으며, 원래 마페오 바르베리니 시가 있는 이후 파괴된 받침대에 놓였다. 대리석이 살과 같은 다른 재료를 모방하기 때문에 현실감이 뛰어나다는 찬사를 받았다. 이 작품의 디테일은 주목할 만한다.  예를 들어, 한 방울의 눈물은 프로세르피나의 얼굴에 표현력을 제공한다.

## 배경
프로세르피나의 강간은 오비디우스의 변신 이야기와 클라우디우스의 프로세르피나의 납치 모두에서 발견되는 프로세르피나의 라틴 신화에 기반을 두고 있다. 쥬피터와 로마의 농업의 여신 케레스의 딸 프로세르피나는 꽃을 모으던 중 지하세계의 신 플루토에게 붙잡힌다. 플루토는 검은 말이 4마리가 끄는 마차를 타고 땅에서 솟아올라 프로세르피나를 그와 함께 지하 세계로 내몰았지만, 세레스가 딸의 비명을 들을 수 있기 전에는 그러지 못했다. 세레스는 땅을 말렸고, 수확이 실패하게 되었고, 주피터는 거래를 협상하게 되었다. 플루토과 세레스는 각각 반년 동안 프로세르피나를 가질 것이다. 신화는 계절의 변화를 상징한다. 프로세르피나가 플루토과 함께 있을 때 자연은 죽고 겨울이 시작된다. 그녀가 케레스와 함께 있을 때, 지구는 봄이다.
베르니니의 동상은 플루토이 대리석 케르베로스로 상징되는 지하 세계의 경계 너머로 그녀를 데려가는 동안 그에 맞서 싸우는 프로세르피나를 붙잡는 이야기의 기후적 순간을 묘사한다. 전투원은 거의 완전히 누드이지만, 천은 여전히 플루토의 허벅지와 프로세르피나의 어깨를 덮고 있다. 대리석 케르베로스가 이 천을 통해 플루토과 연결된다.
당시의 많은 조각품에는 그것을 볼 수 있는 하나의 중심적인 관점이 없었다. 그러나 프로세르피나의 강간은 기지 바로 앞에서 한 각도에서 전체를 볼 수 있다. 다른 모든 관점은 종속적이다.

## 역사

### 후원

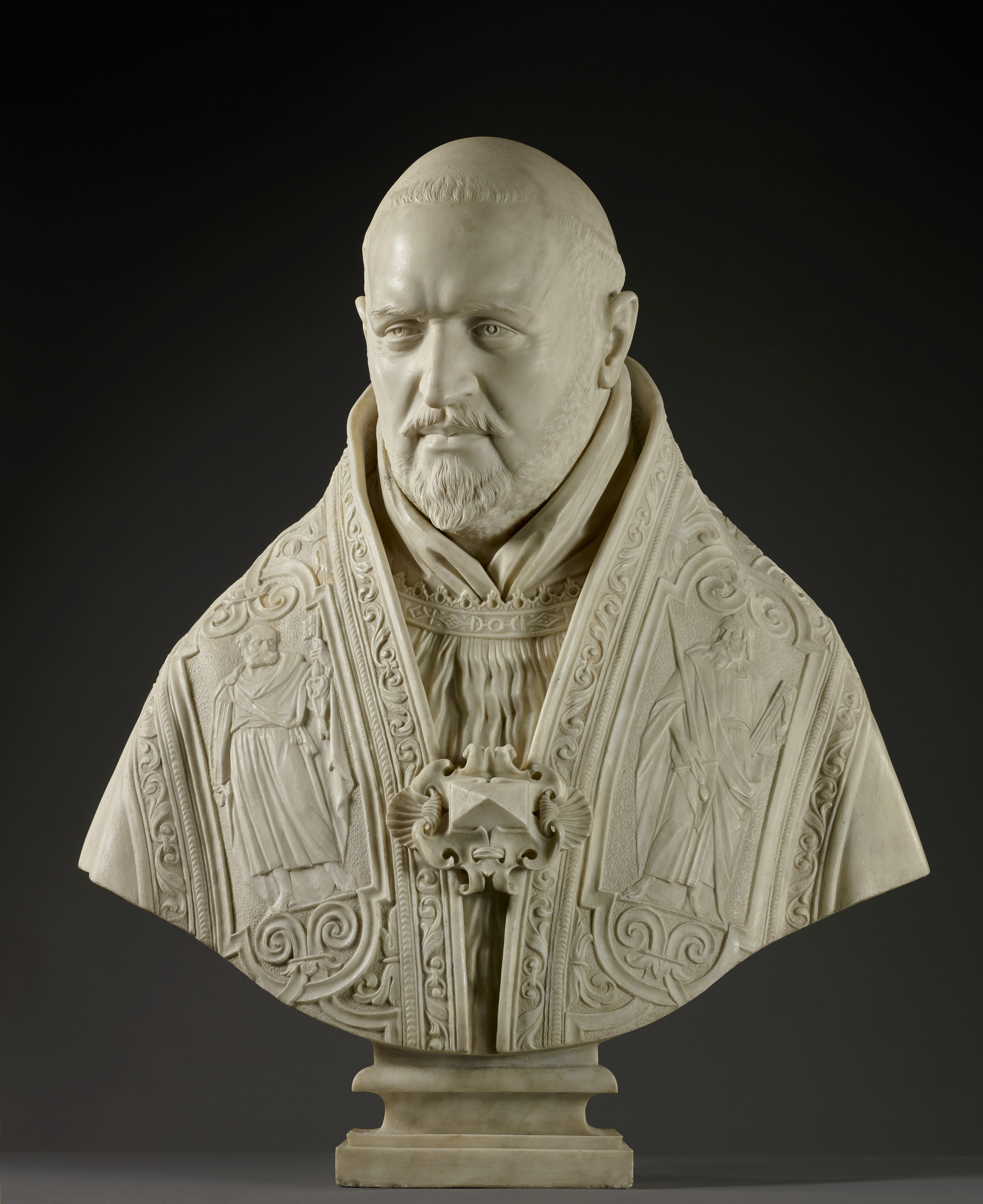
교황 바오로 5세의 흉상, 보르게세 미술관

베르니니의 많은 초기 작품과 마찬가지로 프로세르피나의 강간은 1621년 1월에 사망한 시피오네의 삼촌인 교황 바오로 5세를 추모하는 흉상과 함께 시피오네 보르게세 추기경의 의뢰를 받았다. 다비드와 아폴로, 다프네을 포함한 작품은 1622년에 완성되어 보르게세 미술관으로 전달되었다. 베르니니는 최소 450 로마 스쿠도 가치에 해당하는 최소 3번의 제작비를 받았다. 결국 이 동상은 1623년 여름에 조카 루도비코 루도비시 추기경에게 기증되어 그의 별장으로 보내졌다.

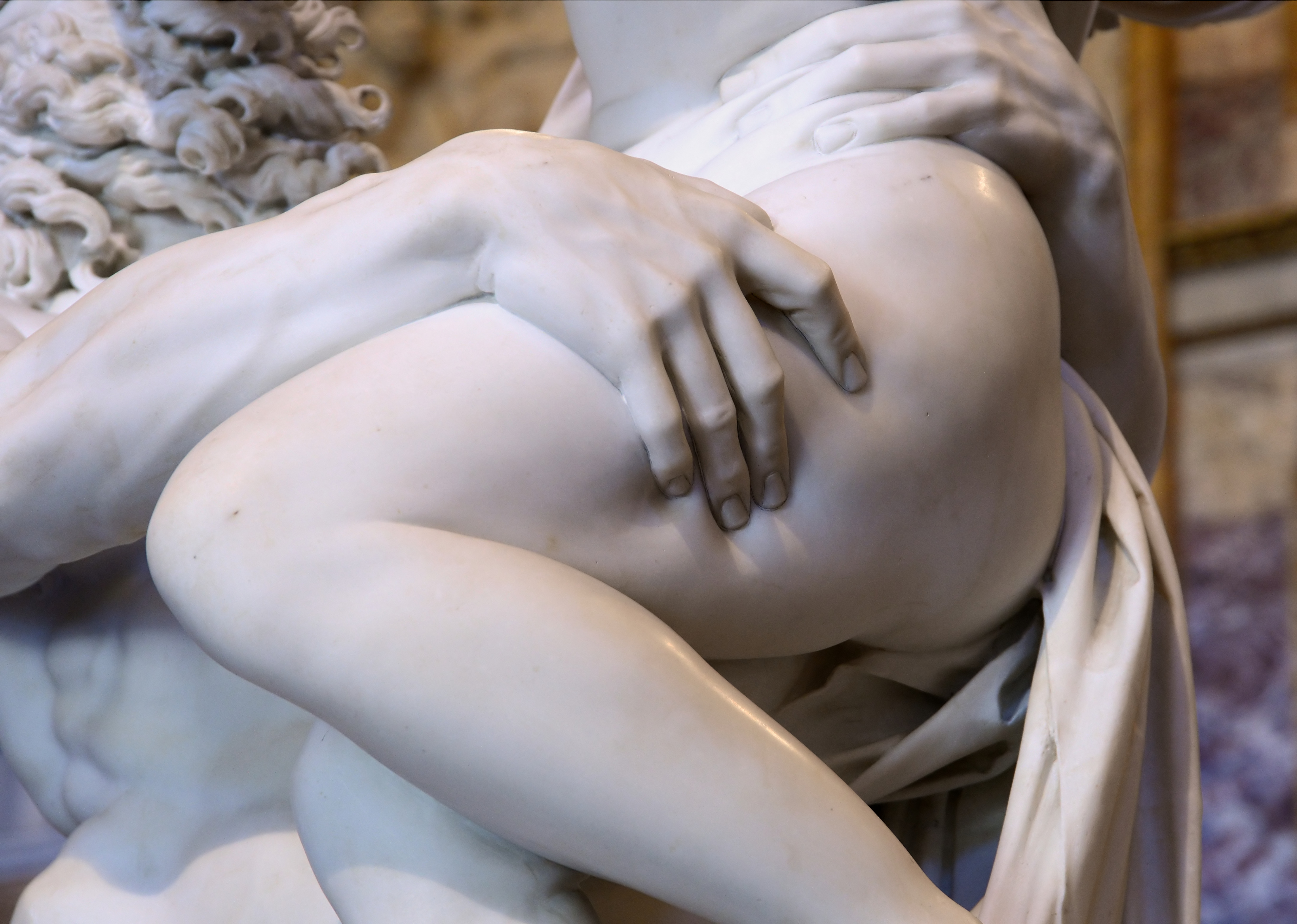
프로세르피나의 허벅지 디테일

시피오네가 보르게세 교황이 사망하고 알레산드로 루도비시가 교황으로 즉위한 후 루도비시에게 호의를 베풀기 위한 시도였을 수 있지만, 시피오네가 정치적 경쟁자인 루도비코에게 조각품을 선물한 이유는 분명하지 않다. 또는, 조각품은 시피오네를 위해 행한 정치적 호의에 대한 명시적 지불이었다. 두 경우 모두 시피오네는 교황 루도비시의 볼로냐 대주교단의 수입을 훔쳐 루도비시스에게 미움을 받았다. 게다가 루도비시의 가족 동맹인 알도브란디니스 는, 그는 보르게세 교황 시대에 혹독한 대우를 받았고 복수를 요구했다. 시피오네가 프로세르피나의 강간을 빌라 루도비시에게 전달한 같은 달, 판사이자 보르게세의 측근은 투옥되었다. 따라서 이 동상은 현재 강력한 루도비시 가문에 대한 찬사였을 수 있다. 그럼에도 불구하고 아폴로와 다프네가 프로세르피나의 강간을 대신했거나 적어도 시피오네가 첫 번째 조각상을 줄 여유가 있다고 믿게 했을 가능성이 있다.
보르게세가 교회와 밀접하게 연관되어 있다는 점을 감안할 때 그가 이교도 신화를 묘사하는 예술을 의뢰한 이유가 의아할 수도 있지만, 이것은 지식과 문화를 전시하기 위해 수행된 것이다. 게다가, 프로세르피나의 신화는 기술적으로 자연의 연례 갱신을 상징하지만, 기독교인들에 의해 그리스도의 죽음과 부활과 연결되었다. 마티아스 위너는 보르게세가 최근에 사망한 보르게세 교황의 부활을 바라는 마음으로 환생과 관련된 동상을 의뢰했다고 제안한다. 그러나 크리스티나 스트런크는 이 동상이 루도비시스에 대한 모욕으로 만들어졌다고 주장한다. 식물의 죽음으로 신화를 해석하는 것은 새로운 루도비시 시대가 시작될 때 약간의 것일 수 있으며, 프로세르피나의 포획은 건강에 좋지 않은 것으로 악명 높은 루도비시 교황이 오래 살지 못할 것이라는 경고일 수 있다.

### 영감
베르니니는 그의 시대부터 많은 작품을 접할 수 있었다. 경력 초기에 마페오 바르베리니 및 시피오네 보르게세와 연결되어 바티칸 기록 보관소에 액세스할 수 있었다. 어린 시절 베르니니가 매일 바티칸 컬렉션을 방문하고 아버지인 피에트로 베르니니의 지도를 받았다면, 지안 로렌초는 영감을 얻을 수 있는 많은 원천을 가졌을 것이다.
베르니니는 피에트로 다 바르가의 평범한 청동 플루토와 프로세르피나에서 영감을 받았을 수 있다. 이 그림에는 플루토가 프로세르피나를 자신과 평행하고 높이 들고 있고 케르베로스가 발에 있는 것이 특징이다. 그것은 아마도 잃어버린 프락시텔레스의 청동 프로세르피나의 강간을 재건하려는 시도였을 것이다. 그러나 플리니우스의 《박물지》에서 논의되었다. 같은 작품은 미켈란젤로가 나중에 대리석으로 재건 한 프락시텔레스의 잃어버린 청동 바쿠스 동상에 대해 논의한다. 따라서 작품의 품질이 좋지 않음에도 불구하고 베르니니는 미켈란젤로의 뒤를 따라 프락시텔레스를 재현하려고 시도했을 수 있다.
프로세르피나의 높은 위치는 잠볼로냐의 사비니 여인의 납치와 그의 헤라클라스와 안타이오스를 연상시킨다. 사비니 여인의 납치에서 희생자는 팔을 내밀고 절망에 빠져 시선을 돌릴 때 높이 들어 올려져 있다. 유사하게, 다른 조각에서 헤라클레스는 안타이오스가 그의 머리를 격렬하게 밀 때 안타이오스를 들어 올린다. 두 조각 모두 프로세르피나가 플루토의 손아귀에서 벗어나려고 시도하는 방식과 유사하지만, 사비니 여인의 납치은 여러 각도에서 보도록 의도되었으며, 하나의 지배적인 관점을 갖는 프로세르피나의 강간과 주요 차이점이다.
베르니니의 멘토인 안니발레 카라치는 플루토와 프로세르피나의 형태와 얼굴 구조에 영향을 미쳤다. 파르네세 천장의 등장인물은 프로세르피나의 풍만한 몸매와 납치범의 근육 조직에 필적하는 해부학적 구조를 가지고 있다. 마찬가지로 플루토의 얼굴은 카라치의 주피터과 밀접한 관련이 있으며, 프로세르피나의 형태와 얼굴 구조는 플루토에서 몸을 던지고 필사적으로 도움을 구하는 카라치의 안드로메다를 떠올리게 한다. 케르베로스조차 파르네세 천장에서 파리스의 개와 유사한 것을 발견한다. 카라치 너머에서 프로세르피나의 표정은 베르니니가 이전에 복원한 라오쿤과 비슷하고 그녀의 형태는 니오비데스를 반영한다. 마지막으로 플루토의 넓은 자세와 버트레스 베어의 사용법은 그즈음 시피오네 보르게세가 구입한 보르게스의 검투사와 유사하다.

### 창조

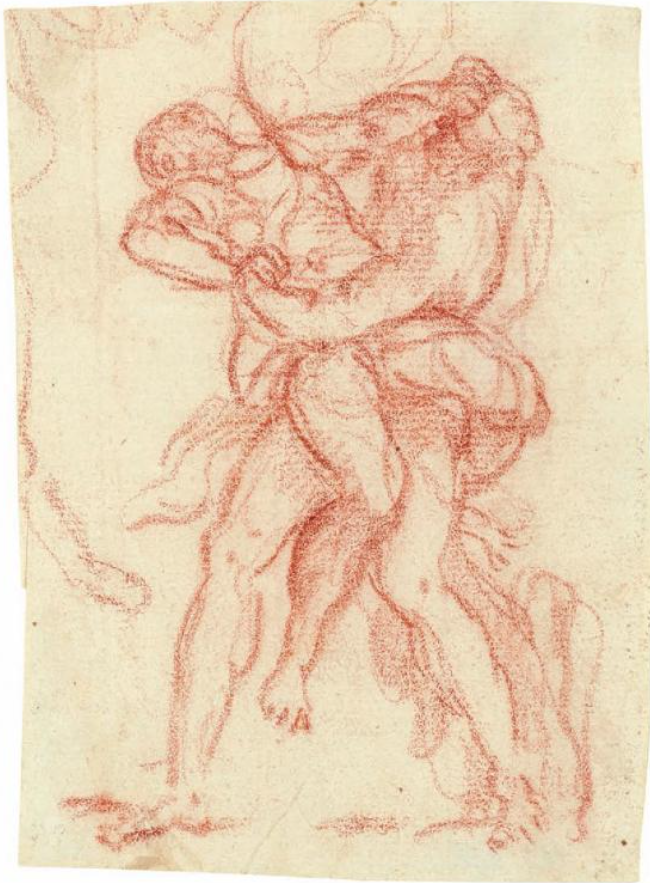
프로세르피나의 강간 초기 스케치

보르게세가 의뢰한 모든 베르니니 작품 중에서 유일하게 알려진 준비 자료(그리고 베르니니의 가장 초기 데이터 가능한 그림)는 프로세르피나의 강간의 스케치이다. 베르니니의 조각에서 플루토과 프로세르피나는 거의 평행하지만, 그림에서 프로세르피나는 플루토의 몸을 가로질러 대각선을 형성한다. 또한 스케치에는 케르베로스가 없지만, 플루토의 다리에 모호한 물체가 있다. 그리고 그림에서 프로세르피나의 오른팔은 위로 들리지 않는다.
또한 프로세르피나의 머리에 대한 단편연구는 클리블랜드 미술관에 있다. 테라코타 표면에 박힌 작은 입자는 더 큰 점토 연구가 존재했지만, 머리를 제외한 모든 것을 파괴하는 석고 주물을 만드는 데 사용되었음을 암시한다. 나머지 조각은 테라코타에 해고되었다. 완성된 조각품의 머리 부분과 거의 동일한 이 조각은 오랫동안 베르니니의 준비 작업으로 여겨졌으나 베르니니의 특징이 아닌 긁힌 자국으로 보아 그 대신 가족이 만든 것임을 알 수 있다. 프로세르피나의 머리는 1839년 부시리 비치가 베르니니궁에서 구입했으며, 1968년에 클리블랜드 미술관에 재판매되었다.

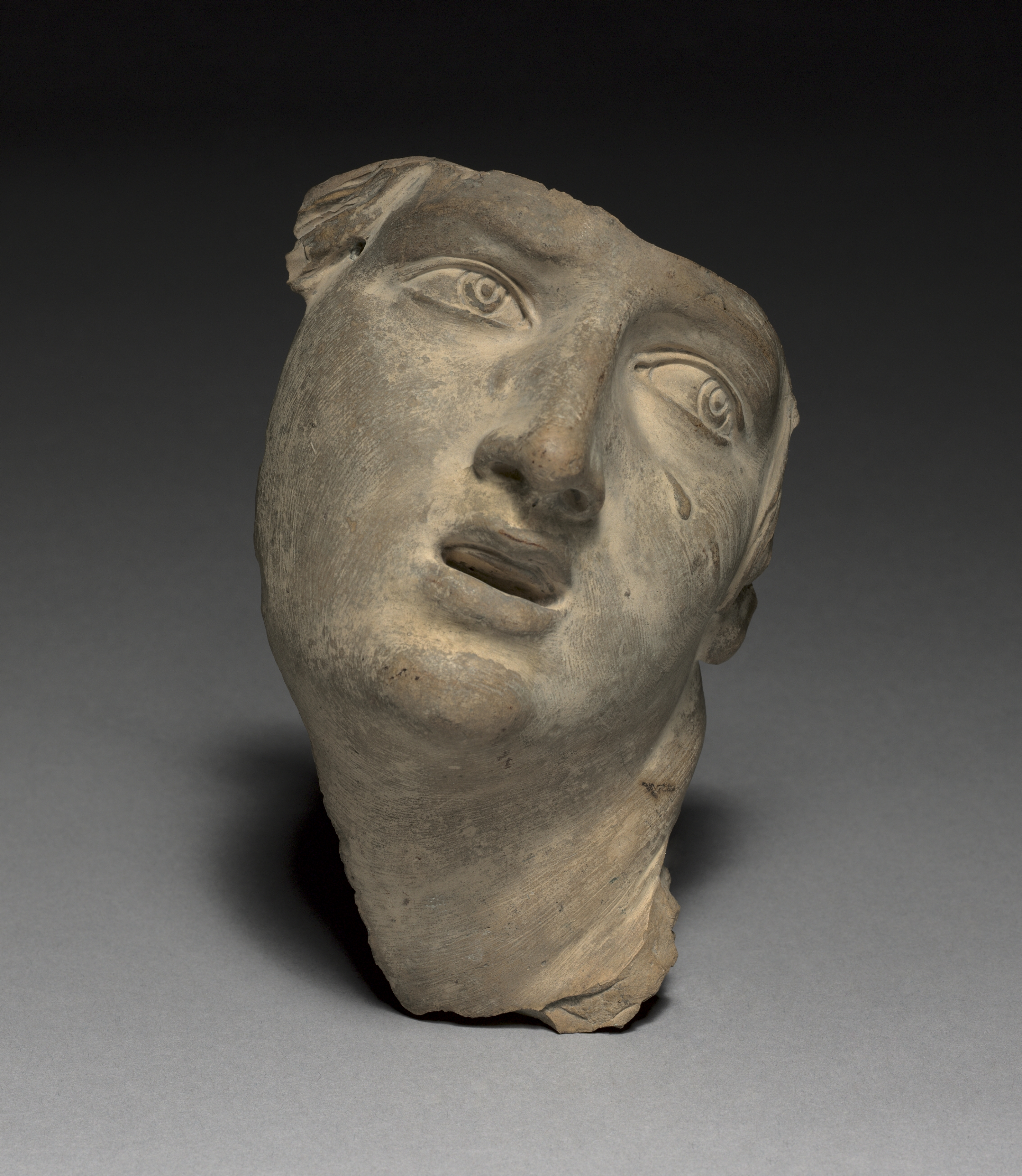
프로세르피나의 두상, 클리블랜드 미술관 소장

프로세르피나의 강간은 17세기 조각가들이 탐내던 대형 블록에서는 찾기 힘든 고품질 카라라 대리석으로 만들어졌다. 대리석은 매우 무거운 재료이지만, 프로세르피나는 분명히 쉽게 높이 들 수 있고 그녀의 팔은 그룹의 나머지 부분에서 뻗어 있다. 원본 스케치에 케르베로스가 없었다는 점을 감안할 때 베르니니가 나머지 조각을 지지하기 위해 지지대가 필요하다는 것을 깨달았을 때만 개를 추가했을 가능성이 있다. 이것은 베르니니가 살과 같은 무중력 상태를 달성하는 데 도움이 된다. 게다가 베르니니는 다른 도구를 사용하여 다른 재료의 환상을 렌더링한다. 그는 연마제로 살의 부드러움을, 끌로 잎사귀를, 갈고리로 천을 형성한다.
이 조각품은 지금은 파괴된 받침대 위에 마페오 바르베리니의 시가 새겨져 있는 벽에 기대어 놓였다. 디스 ." 원래 1618년과 1620년 사이에 작성된 이 비문은 프로세르피나가 꽃을 수집하는 다른 사람들에게 고뇌에 찬 경고이다. 시에서 명시적으로 언급되었음에도 불구하고 동상에 꽃이 묘사되어 있지 않기 때문에 이 시가 위원회에 영감을 주었을 가능성은 없다.

### 이후 역사
1750년에 프로세르피나의 강간은 그란데궁으로 옮겨졌지만, 19세기에는 조각품이 빌라 루도비시로 돌아왔다. 1895년과 1890년 사이에 빌라의 일부가 파괴되었고 이 조각품은 피옴비노궁의 웅장한 계단 아래에 놓였다. 마침내 1908년에 이 조각품은 이탈리아 정부에서 구입하여 보르게세 미술관으로 반환되어 박물관의 방인 황제홀의 중앙에 배치되었다. 한 지점에서 파괴된 원래 받침대는 피에트로 포르투나티가 1911년에 조각한 단순한 흰색 대리석 받침대로 대체되었다. 1차 세계 대전 중 조각품은 손상을 방지하기 위해 상자와 모래주머니로 보호되었다.

## 비평

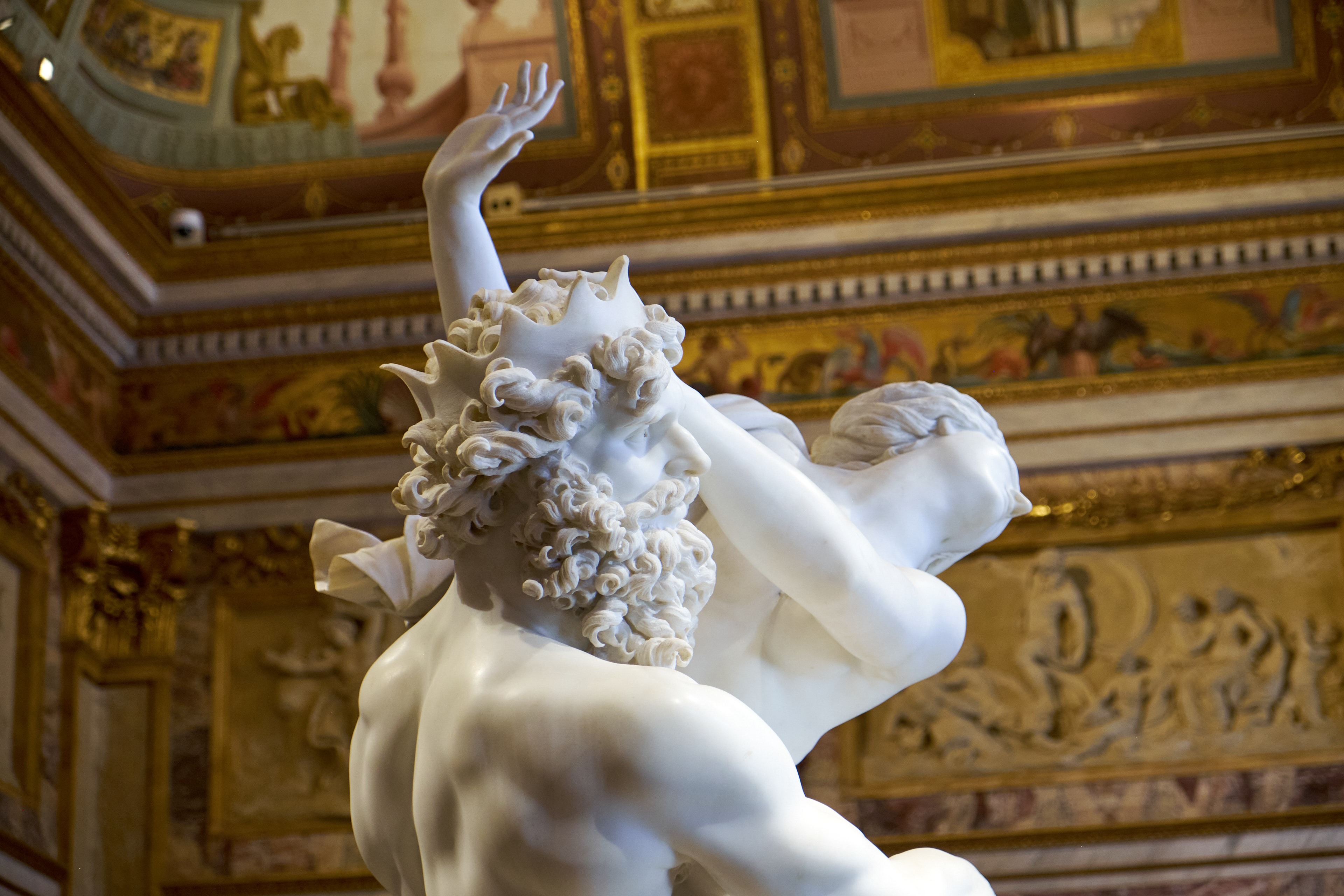
플루토의 모발과 턱수염 디테일

대부분의 비평가들은 이 작품을 빠르게 칭찬했다. 루돌프 윗코워는 "이러한 강간 장면의 표현은 향후 150년 동안 베르니니의 새롭고 역동적인 개념에 달려 있었다"고 말했다. 하워드 히바드는 베르니니가 단단한 대리석 조각을 통해 "피부의 질감, 머리카락의 나르는 밧줄, 페르세포네의 눈물, 그리고 무엇보다도 소녀의 굴복하는 살"과 같은 사실적인 효과에 대해 언급한 비슷한 논평을 한다. 이야기를 묘사하기 위해 사건을 선택하는 것도 일반적으로 인용된다. 플루토의 손은 프로세르피나가 탈출을 시도하기 위해 팔을 내밀고 있는 것처럼 프로세르피나의 허리를 감싸고 있다. 베르니니의 아들이자 전기 작가인 도메니코는 그것을 "부드러움과 잔인함의 놀라운 대조"라고 불렀다.
그러나 18세기와 19세기에 베르니니의 명성이 곤두박질쳤을 때 비평가들은 이 동상에 결함이 있음을 발견했다. 18세기 프랑스 방문객인 제롬 드 라 랑드는 "플루토의 등이 부러졌다. 그의 모습은 사치스럽고, 성격이 없고, 고상한 표현과 윤곽이 나쁘다. 빌라 루도비시를 방문한 또 다른 프랑스인 방문객도 똑같이 비판적이었다. 진정한 신성, 하지만 장식적인 신..."
다른 사람들은 그룹의 뒤틀린 콘트라포스토 또는 피구라 세르펜티나타 포즈에 대해 언급했다. 매너리즘, 특히 잠볼로냐의 사비니 여인들의 강간을 연상시키는 베르니니는 관객이 한 가지 관점에서 장면을 흡수하도록 한다. 다른 견해가 더 자세한 내용을 제공하는 동안 관중은 프로세르피나의 절망과 그녀를 잡으려는 플루토의 느린 시도를 볼 수 있다. 이는 관객이 조형물 주변을 거닐며, 등장인물의 표정을 한 눈에 볼 수 있도록 한 잠볼로냐의 매너리즘 조각과 대조적이다.

## 관련 작품
- 오랫동안 베르니니가 만든 것으로 생각되었지만, 실제로 관련 예술가가 만든 것으로 추정되는 프로세르피나의 머리에 대한 단편 연구는 클리블렌드 미술관에 있다.
- 1811년 러시아 조각가 바실리 데무트 말리놉스키는 프로세르피나의 납치라는 제목의 조각품을 만들었다. 동상은 현재 상트페테르부르크에 있다.
- 제프 쿤스의 플루토와 프로세르피나는 투명한 색상 코팅과 살아있는 꽃 식물이 있는 11피트 높이의 스테인리스 스틸 조각이다. 아르헨티나의 개발자이자 미술 수집가인 에두아르도 코스탄티니는 2016년에 완공될 예정인 플로리다 발 하버에 있는 자신의 호화로운 해안가 콘도의 산들 바람길에 설치하기 위해 구입했다.